# Malmberget östra
Malmberget östra – miejscowość (tätort) w Szwecji, w regionie administracyjnym (län) Norrbotten, w gminie Gällivare.
Według danych Szwedzkiego Urzędu Statystycznego liczba ludności wyniosła: 1625 (31 grudnia 2015), 713 (31 grudnia 2018) i 471 (31 grudnia 2019).